# Song for a Friend
Song for a Friend (tłum. z ang. Piosenka dla przyjaciela) – piąty solowy album szkockiego wokalisty i gitarzysty Raya Wilsona, wydany 20 maja 2016 przez oficynę Musicom. Płyta jest hołdem złożonym zmarłemu w 2015 roku przyjacielowi Jamesowi Lewisowi.
Na tym albumie znajduje się cover utworu "High Hopes" z repertuaru zespołu Pink Floyd.

## Lista utworów
1. Old Book on the Shelf – 4:37
2. Over My Dead Body – 4:29
3. Cold Light of Day – 3:57
4. Song for a Friend – 4:27
5. How Long Is Too Long – 4:29
6. Not Long Till Springtime – 4:21
7. Backseat Driving – 3:38
8. Parallel Souls – 3:27
9. Tried And Failed – 3:43
10. High Hopes (Pink Floyd) (David Gilmour, Polly Samson) – 6:11